# V&SAR-Dynamometerwagen
Der V&SAR-Dynamometerwagen, englisch Dynamometer Car, war ein Bahndienstfahrzeug und diente zur Messung von Lokomotivleistung, Zugkraft usw. und war mit einer speziellen Instrumentierung ausgestattet. Der Wagen befand sich im gemeinsamen Besitz von Victorian Railways (VR) und South Australian Railways (SAR). Heute ist er im Bestand des australischen National Railway Museum.

## Geschichte
Der Wagen wurde 1932 in den bahneigenen Werkstätten der SAR in Kilburn (Islington workshops) gebaut und entstand zum Großteil aus den Überresten dreier 1929 in Callington verunglückten Personenwagen. Die Baukosten wurden zwischen den beiden Gesellschaften geteilt.
An einem Ende des Wagens befindet sich ein kleiner Vorraum mit Waschbecken. Daran schließt sich der Instrumentenraum an, in dem sich auch Schreibtische befinden. An den Instrumentenraum schließen sich ein Besprechungsraum und eine kleine Werkstatt an. Eine kleine Küche und eine Toilette bilden den Rest des Wagens.
Die ursprüngliche Lackierung war vermutlich ein dunkles rotbraun, später bekam er einen dunkelgrünen Anstrich und in den 1960ern wurde er gelb lackiert. Von 1932 bis in die 1970er Jahre wurden über 900 Testfahrten protokolliert.
Die 1975 gegründete staatliche Australian National erwarb später den Wagen, lieh ihn aber in den 1980ern an die VR aus, wo er bis zu seiner Ankunft im Port Dock Station Railway Museum in Adelaide im April 1995 verblieb.

## Galerie

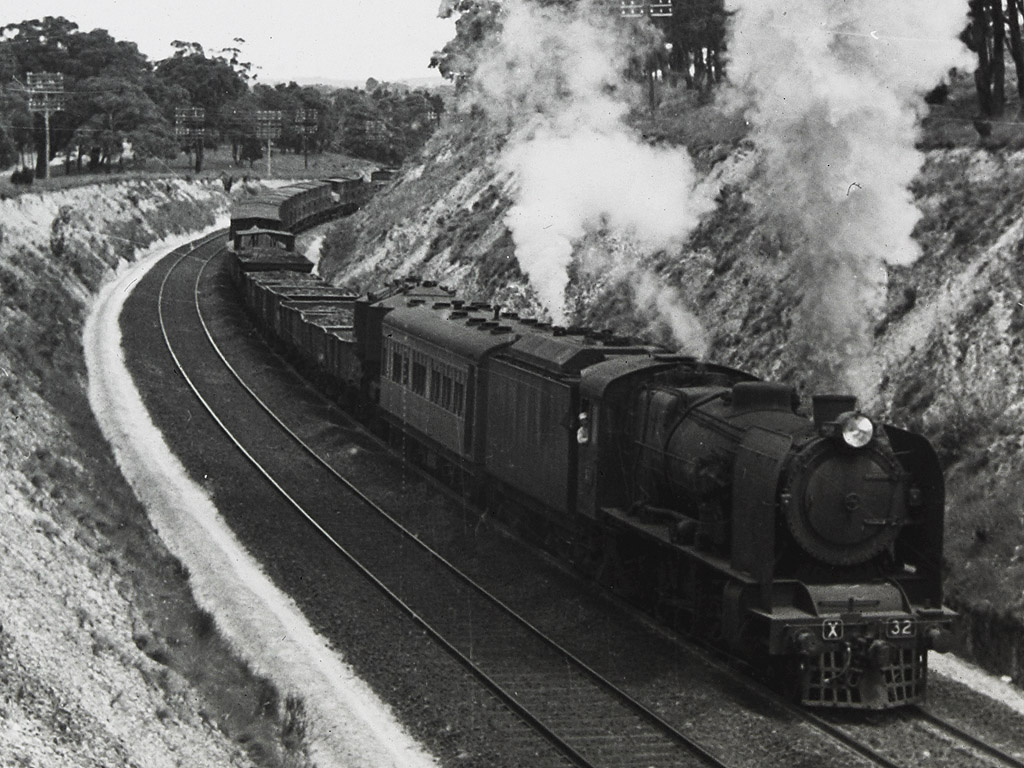
Der Wagen im Einsatz hinter einer Lokomotive der VR-Klasse X um 1950
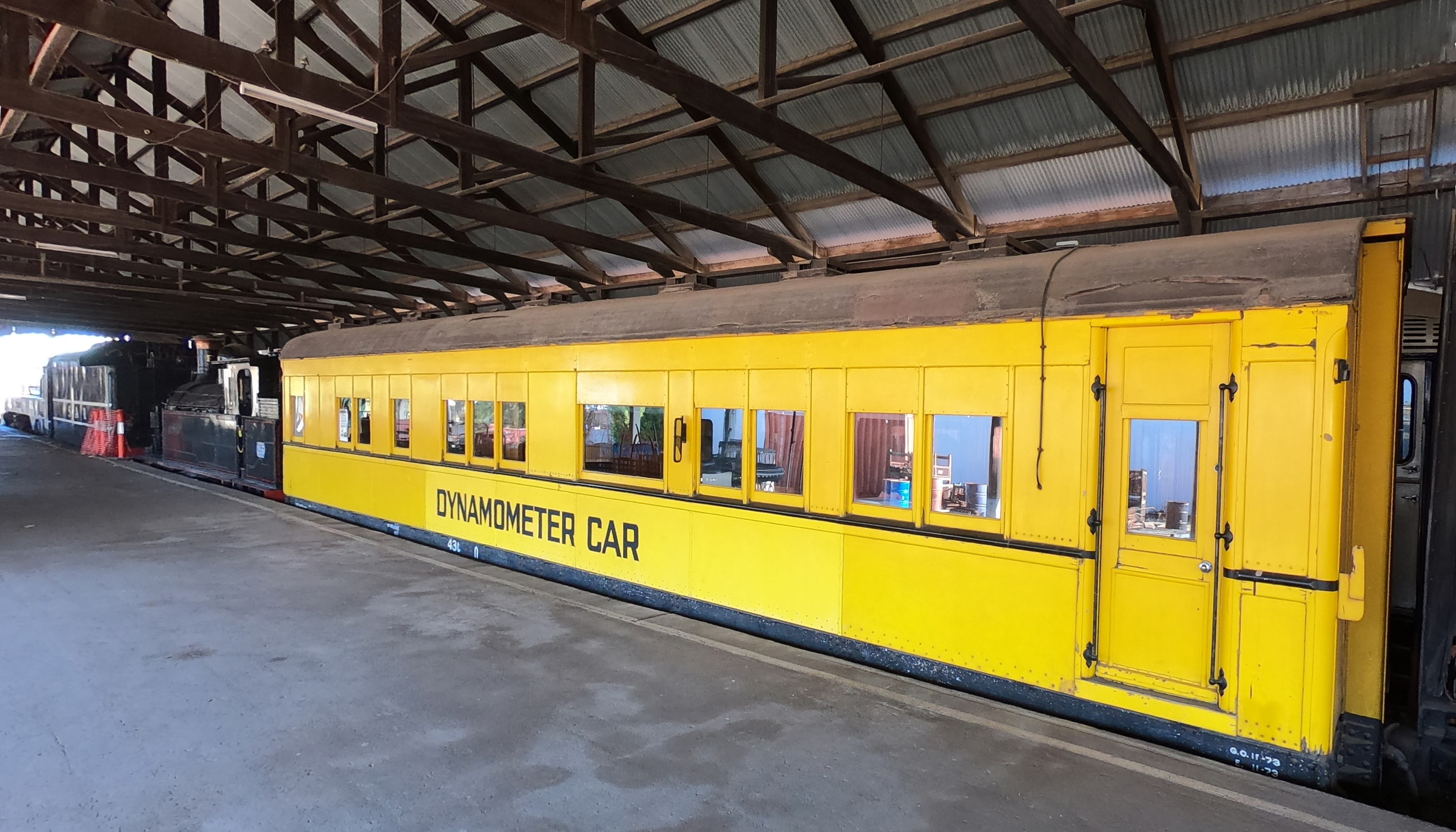
Der Wagen im Museum in Adelaide